# 感恩寺
感恩寺（かんのんじ）は、岩手県盛岡市に所在する日蓮正宗の寺院。山号は慧日山（えにちさん）。

## 起源と歴史
- 1852年（嘉永5年）10月12日 - 建立される。開基は日蓮正宗大石寺第51世法主日英。
  - 下斗米秀之進（相馬大作）の遺児英穏院日淳贈上人が願主となり父の菩提を弔うために建立された。
  - 新寺の建立は南部藩により特別に許可された。
- 2007年（平成19年）6月27日 - 三師塔を建立する。

## 所在地
- 岩手県盛岡市南仙北1丁目22-79

## 寺院周辺
- 岩手県立盛岡第四高等学校
- 盛岡市立仙北小学校
- 喜盛の湯

## 交通アクセス
- 東北本線盛岡駅東口より、岩手県交通バス利用。
  - 5番のりばより｢407・412・414・420・425｣
  - 14番のりばより「507・508・513・514・515・602・604・618」

以上の系統を利用。｢小鷹橋｣バス停下車。
- 東北本線仙北町駅より徒歩15分